# Mancinella lata
Mancinella lata is een slakkensoort uit de familie van de Muricidae. De wetenschappelijke naam van de soort is voor het eerst geldig gepubliceerd in 1931 door Kuroda.